# Malarich
Malarich (latinsky Malaricho) (6. století? – po roce 586?) byl posledním svébským králem v Gallaecii v roce 586.
Poté, co Audeka v roce 584 sesadil svébského krále Eboricha z trůnu, využil této situace vizigótský král Leovigild jako záminku k napadení Svébského království. Podle španělského historika Rafaela Altamiry, Leovigild okamžitě napadl území Svébů, přičemž si v bitvách u Portucaly a Bragy území Svébů podrobil. Poražený a zajatý Audeka byl v roce 585 sesazen, donucen podstoupit tonzuru a uvězněn do kláštera v Pax Julia. Svébské království bylo následně začleněno do království Vizigótů. Podle Diccionario biográfico español, Real Academia de la Historia, se o dalším životě Audeky nedochovaly žádné další informace. Tyto události také popisují kronikáři Isidor ze Sevilly a Jan z Biclara.
Poté, co bylo Svébské království podrobeno a stalo se vizigótskou provincií, vzbouřila se svébská opozice v čele s jistým Malarichem, patrně potomkem krále Mira, přičemž se tato opozice znovu usilovala o nezávislost na Svébů Vizigótech a rovněž se chtěla vymanit z moci arijců, kteří dominovali v Braze. Vůdce vzbouřenců Malarich se následně prohlásil králem Svébů a je zmíněn v seznamu svébských králů v El reino suevo (411-585) jako sedmý král po temném období v království Galicie.
Dlouho Svébům nevládl. V díle Identity and Interaction: The Suevi and the Hispano-Romans se uvádí, že byl poražen králem Leovigildem, poté zajat a ve stejném roce nebo v roce 586 byl předveden před vizigótského krále v řetězech. Rovněž Jan z Biclara se zmiňuje o Malarichovi, který se roku 585 prohlásil králem, ale byl zajat a patrně uvězněn v klášteře.
Podle Diccionario biográfico español, Real Academia de la Historia se o dalším osudu Malaricha nedochovaly žádné další informace.
Po tomto posledním pokusu o samostatnost Svébové přijali nadvládu vizigótského krále, přičemž si zachovávali zákony, zvyky a další charakteristiky svého království.